# Camacolaimus exilis
Camacolaimus exilis är en rundmaskart som först beskrevs av Nathan Augustus Cobb 1920.  Camacolaimus exilis ingår i släktet Camacolaimus och familjen Leptolaimidae. Inga underarter finns listade i Catalogue of Life.